# Stephen C. Millard

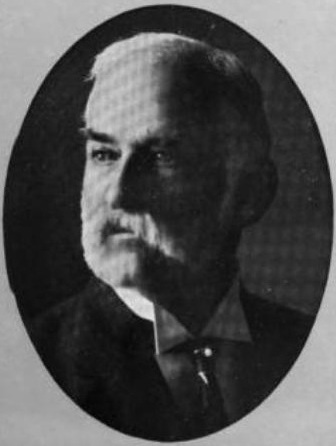
Stephen C. Millard

Stephen Columbus Millard (* 14. Januar 1841 in Stamford, Vermont; † 21. Juni 1914 in Binghamton, New York) war ein US-amerikanischer Jurist und Politiker. Zwischen 1883 und 1887 vertrat er den Bundesstaat New York im US-Repräsentantenhaus.

## Werdegang
Stephen Columbus Millard wurde ungefähr fünf Jahre vor dem Ausbruch des Mexikanisch-Amerikanischen Krieges im Bennington County geboren. Er besuchte das Powers Institute. 1865 graduierte er am Williams College in Williamstown (Massachusetts). Dann besuchte er die Harvard Law School. Nach dem Erhalt seiner Zulassung als Anwalt im Mai 1867 begann er in Binghamton zu praktizieren. Politisch gehörte er der Republikanischen Partei an. Zwischen 1872 und 1879 hatte er den Vorsitz im Republican County Committee.
Bei den Kongresswahlen des Jahres 1882 für den 48. Kongress wurde Millard im 28. Wahlbezirk von New York in das US-Repräsentantenhaus in Washington, D.C. gewählt, wo er am 4. März 1883 die Nachfolge von Jeremiah W. Dwight antrat. Er kandidierte 1884 im 26. Wahlbezirk von New York für den 49. Kongress. Nach einer erfolgreichen Wahl trat er am 4. März 1885 die Nachfolge von Sereno E. Payne an. Da er auf eine erneute Kandidatur 1886 verzichtete, schied er nach dem 3. März 1887 aus dem Kongress aus.
Nach seiner Kongresszeit ging er in Binghamton wieder seiner Tätigkeit als Anwalt nach, wo er am 21. Juni 1914 verstarb. Sein Leichnam wurde dann auf dem Spring Forest Cemetery beigesetzt.